# 宝月誠
宝月 誠（ほうげつ まこと 寳月誠 1941年9月26日 - ）は、日本の社会学者。京都大学名誉教授。逸脱研究、シカゴ学派の社会理論研究で知られる。

## 略歴・人物
滋賀県生まれ。滋賀県立彦根東高等学校、1966年京都大学教育学部卒業。高校教員を経て、1969年京都大学大学院文学研究科修士課程修了。大阪府立大学に着任後、京都大学文学部助教授、教授、2005年定年退官、京都大学名誉教授。1990年「逸脱論の研究」で京都大学より文学博士の学位を取得。京都大学を退職後、立命館大学産業社会学部教授、2007年3月同大学を退職。

## 著作

### 単著[3]
- 『暴力の社会学』世界思想社、1980年
- 『逸脱論の研究 レイベリング論から社会的相互作用論へ』恒星社厚生閣、1990年
- 『社会生活のコントロール』恒星社厚生閣、1998年
- 『逸脱とコントロールの社会学 社会病理学を超えて』有斐閣、2004年
- 『シカゴ学派社会学の可能性』東信堂、2021年

### 編著・共編著
- 『逸脱の社会学 烙印の構図とアノミー』大村英昭共著 新曜社、1979年
- 『社会学のあゆみ』新睦人他共著、有斐閣、1979年
- 『薬学の社会学 薬と人間のアイロニー』世界思想社、1986年
- 『社会調査』有斐閣、1989年
- 『シンボリック相互作用論の世界』船津衛共編 恒星社厚生閣、1995年
- 『シカゴ社会学の研究 初期モノグラフを読む』中野正大共編 恒星社厚生閣、1997年
- 『逸脱』東京大学出版会、1999年
- 『シカゴ学派の社会学』中野正大共編 世界思想社、2003年
- 『逸脱研究入門 逸脱研究の理論と技法』森田洋司共編著 文化書房博文社、2004年
- 『初期シカゴ学派の世界 思想・モノグラフ・社会的背景』吉原直樹共編 恒星社厚生閣、2004年
- 『社会病理学の基礎理論』松下武志,米川茂信共編著 学文社、2004年
- 『社会的コントロールの現在 新たな社会的世界の構築をめざして』進藤雄三共編 世界思想社、2005年

### 訳書
- 『医療と専門家支配』エリオット・フリードソン 進藤雄三・宝月誠共訳、恒星社厚生閣、1992年
- 『社会状況の分析 質的観察と分析の方法』J&L.ロフランド 進藤雄三・宝月誠共訳、 恒星社厚生閣、1997年
- 『正当性の喪失　アメリカの街頭犯罪と社会制度の衰退』ゲリー・ラフリー、宝月誠監訳、2002年
- 『プラグマティズムの展開』G.H.ミード 加藤一己共編訳、 ミネルヴァ書房、2003年
- 『社会学の技法』H.S.ベッカー　進藤雄三・宝月誠共訳、恒星社厚生閣、2012年